# Takashi Uchino
Takashi Uchino (内野 貴志 Uchino Takashi?), född 15 februari 1988 i Shiga prefektur, är en japansk fotbollsspelare.
Uchino började sin karriär 2011 i Kyoto Sanga FC. 2015 flyttade han till AC Nagano Parceiro.